# 1956 en Palestine
Chronologie de la Palestine
- 1952
- 1953
- 1954
- 1955
- 1956
- 1957
- 1958
- 1959
- 1960

Cette page concerne les évènements survenus en 1956 en Palestine :

## Évènements
- 10 octobre : Opération Samaria : Tsahal attaque les forces de police de Qalqilya au fort Tegart en représaille à une embuscade du 4 octobre (Embuscade sur la route du désert du Néguev (en)).
- 29 octobre : 
  - Massacre de Kafr Qassem la police des frontières israélienne, abat de sang-froid 48 civils palestiniens, dont 15 femmes et 11 enfants âgés de 8 à 15 ans. Ce massacre fait partie du plan Hafarperet (« plan taupe » en hébreu) conçu par le gouvernement Ben Gourion pour faire fuir les Arabes d'Israël[1].
  - Invasion de la bande de Gaza par Israël puis attaque de l'Égypte (Crise du canal de Suez).
- 3 novembre : Massacre de Khan Younès : Tsahal tue plus de 275 Palestiniens.
- 12 novembre : Massacre de Rafah (en) : Tsahal tue environ 111 Palestiniens lors de son invasion de la bande de Gaza.

## Création
- Markaz Tulkarem (en), équipe professionnelle de football de la ville de Tulkarem.
- Shabab Al-Khader SC (en), équipe de football d'Al-Khader.
- Hôpital St Joseph (Jérusalem-Est) (en).

## Naissances
- Ali Al-Khashan (ar), juriste palestinien.